# Lucius Vorenus
Lucius Vorenus était un centurion romain qui servit sous le commandement de César, vers 54 av. J.-C. Sa bravoure lui valut, avec son compagnon d’armes Titus Pullo, d’être l’un des seuls légionnaires que César mentionna dans La Guerre des Gaules. Il est à l’origine du personnage de la série télévisée Rome, interprété par l'acteur écossais Kevin McKidd.

## Lucius Vorenus historique
Lucius Vorenus et Titus Pullo (également dans la série) sont parmi les rares soldats cités par César dans la Guerre des Gaules (livre 5, chapitre 44), pour leur conduite héroïque lors du siège d'une unité romaine par les Belges Nerviens.
César dit de leurs exploits :

« Il y avait dans cette légion deux centurions d’une grande bravoure, qui approchaient des premiers grades, Titus Pullo et Lucius Vorenus. C’était entre eux une perpétuelle rivalité à qui passerait avant l’autre, et chaque année la question de l’avancement les mettait en violent conflit. Pullo, au moment où l’on se battait avec le plus d’acharnement au rempart, s’écria : « Pourquoi hésiter, Vorenus ? quelle autre occasion attends-tu de prouver ta valeur ? c’est ce jour qui décidera entre nous. » À ces mots, il s’avance hors du retranchement, et choisissant l’endroit le plus dense de la ligne ennemie, il fonce. Vorenus ne reste pas davantage derrière le rempart, mais craignant l’opinion des troupes, il suit de près son rival. Quand il n’est plus qu’à peu de distance de l’ennemi, Pullo jette son javelot et atteint un Gaulois qui s’était détaché du gros de l’ennemi pour courir en avant ; transpercé, mourant, ses compagnons le couvrent de leurs boucliers, cependant que tous à la fois ils lancent leurs traits contre le Romain et l’empêchent d’avancer. Il a son bouclier traversé d’un javelot qui se plante dans le baudrier de l’épée : ce coup déplace le fourreau, et retarde le mouvement de sa main qui cherche à dégainer ; tandis qu’il tâtonne, l’ennemi l’enveloppe. Son rival, Vorenus, accourt à son aide. Aussitôt, toute la multitude des ennemis se tourne contre lui et laisse là Pullo, croyant que le javelot l’a percé de part en part. Vorenus, l’épée au poing, lutte corps à corps, en tue un, écarte un peu les autres ; mais, emporté par son ardeur, il se jette dans un creux, et tombe. C’est à son tour d’être enveloppé ; mais Pullo lui porte secours, et ils rentrent tous deux au camp, sains et saufs, ayant tué beaucoup d’ennemis et s’étant couverts de gloire. La Fortune traita de telle sorte ces rivaux, qu’en dépit de leur inimitié ils se secoururent l’un l’autre et se sauvèrent mutuellement la vie, et qu’il fut impossible de décider à qui revenait le prix de la bravoure. »

— César, De bello gallico, livre V, § 44

## Lucius Vorenus de fiction
Pour les besoins de la série, la carrière de Lucius est complétée d'éléments imaginés, mais vraisemblables durant l'époque troublée des guerres civiles de la fin de la République Romaine.
C'est un personnage charismatique dont les vertus morales et les principes sont les motivations de sa vie. Il est au début de sa carrière chef des hastati dans l'armée de César mais ses positions politiques diffèrent de celles de César, il est plus proche de Porcius Caton, austère sénateur emblématique de la République romaine.
Lucius Vorenus est le symbole de l'ascension sociale à cette époque. Il commence par une carrière militaire avant d'être élu représentant de l'Aventin (quartier de Rome) sur les listes électorales de César avant que celui-ci ne le nomme sénateur de Rome (ce qui provoque l'ire des aristocrates conservateurs (patriciens et plébéiens) contre Lucius d'origine populaire et n'ayant pas suivi le parcours politique classique du cursus honorum). Il est marié à Niobé et a deux filles.